# Alien (bài hát của Britney Spears)
"Alien" là một bài hát của nghệ sĩ thu âm người Mỹ Britney Spears, nằm trong album phòng thu thứ tám của cô Britney Jean (2013). Nó được sáng tác và sản xuất bởi William Orbit, Ana Diaz, and Dan Traynor, với sự tham gia hỗ trợ viết lời từ Spears, và Anthony Prestonz. "Alien" là một bản mid-tempo dance-pop, với nội dung đề cập đến cảm giác cô đơn của Spears. Bài hát nhận được những đánh giá tích cực từ các nhà phê bình âm nhạc, trong đó họ giành nhiều lời khen ngợi cho khâu sản xuất của nó cũng như công nhận nó là một trong những bản thu âm cá nhân nhất từ Britney Jean. "Alien" đạt vị trí thứ 8 trên bảng xếp hạng Bubbling Under Hot 100 Singles và ra mắt ở vị trí thứ 147 tại Pháp mặc dù không được phát hành làm đĩa đơn. Nó đã được trình diễn trong một số ngày thuộc chương trình biểu diễn cư trú của Spears ở Las Vegas, Britney: Piece of Me.

## Xếp hạng
| Bảng xếp hạng (2013–14)                           | Vị trí cao nhất |
| ------------------------------------------------- | --------------- |
| Pháp (SNEP)                                       | 147             |
| Hoa Kỳ Bubbling Under Hot 100 Singles (Billboard) | 8               |